# Asphotrophia
Asphotrophia är ett släkte av tvåvingar. Asphotrophia ingår i familjen gallmyggor.
Kladogram enligt Catalogue of Life:
| Asphotrophia | \| \| Asphotrophia fici \| \| \| \| \| \| Asphotrophia nainensis \| \| \| \| \| \| Asphotrophia peshawarensis \| \| \| \| |
|              | \| \| Asphotrophia fici \| \| \| \| \| \| Asphotrophia nainensis \| \| \| \| \| \| Asphotrophia peshawarensis \| \| \| \| |
|              | Asphotrophia fici |
|              | |
|              | Asphotrophia nainensis |
|              | |
|              | Asphotrophia peshawarensis                                                                                                |
|              | |